# Hoàng ca
Hoàng ca hay gọi là Vương ca là một bài hát yêu nước, gần giống như một bài quốc ca công nhận Quốc chủ của quốc gia. Thường thấy trong các sự kiện có tầm quan trọng đặc biệt, chẳng hạn như sự xuất hiện công khai của Quốc chủ.

## Ví dụ
- God Save the King là quốc ca của Vương quốc Anh, Canada, Úc và các quốc gia Khối thịnh vượng chung khác. Ở New Zealand, cả God Save the King và God Defend New Zealand đều là những bài quốc ca chính thức, mặc dù God Save the King chỉ thường được chơi với sự có mặt của một thành viên của Vương thất hoặc Quốc vương.
- Kungssången, nghĩa đen là Bài hát của nhà vua, là quốc ca của Thụy Điển.
- Kong Christian stod ved højen mast (Vua Christian) của Đan Mạch.
- Marcha Real, quốc ca của Tây Ban Nha.
- Sansoen Phra Barami, hoàng ca của Thái Lan.
- Kongesangen (Bài hát của nhà vua) là quốc ca của Na Uy. Đó thực sự là một bản dịch tiếng Na Uy của Chúa phù hộ Nữ hoàng.